# Elops
Elops és un gènere de peixos teleostis de l'ordre dels elopiformes, l'únic de la família Elopidae.

## Etimologia
Del grec ellops (una mena de serp).

## Descripció
- Segons l'espècie en qüestió, la mida màxima pot ésser d'1 m i el pes de 10 kg.
- Cos fusiforme, allargat, cilíndric, oval en secció transversal i lleugerament comprimit.
- Ulls grossos i parcialment coberts amb parpelles adiposes.
- Boca frontal i obliqua.
- Aletes sense espines.
- Una única aleta dorsal en la part mitjana del cos aproximadament.
- Aleta anal molt per darrere de la dorsal i amb una base més curta que la d'aquesta darrera.
- Escates petites.[4]

## Reproducció
Té lloc al mar i les larves (de cos molt comprimit, en forma de cinta i transparents) migren vers aigües salabroses. Després d'un creixement inicial, encongeixen i amb la metamorfosi assoleixen la forma adulta.

## Alimentació
Mengen peixets i crustacis (gambetes).

## Hàbitat i distribució geogràfica
Són peixos costaners que es troben a les aigües tropicals i subtropicals.

## Sistemàtica
N'hi ha set espècies: 
- Elops affinis (Regan, 1909)[5]
- Elops hawaiensis (Regan, 1909)[5]
- Elops lacerta (Valenciennes, 1847)[6]
- Elops machnata (Forsskål, 1775)[7]
- Elops saurus (Linnaeus, 1766)[8]
- Elops senegalensis (Regan, 1909)[5]
- Elops smithi (McBride, Rocha, Ruiz-Carus & Bowen, 2010)[9]

## Ús comercial
Són pescats però el cos és ossi i, per tant, no comestible per als humans. No obstant això, poden ésser triturats per a fer farina de peix.